# John Cantlie
John Cantlie (né en 1970) est un photographe et correspondant de guerre britannique, enlevé en Syrie avec James Foley en novembre 2012. 
Alors que James Foley est assassiné, John Cantlie est retenu en vie par l'État islamique. Ses ravisseurs ont mis à profit ses compétences professionnelles pour lui faire réaliser et présenter des vidéos exposant les points de vue de leur organisation. John Cantlie est à ce jour l'unique journaliste occidental connu à avoir travaillé pour le « califat », dont il est à la fois l'otage et le propagandiste contraint et forcé. Sa dernière apparition a lieu en décembre 2016 à Mossoul. Il est depuis porté disparu.

## Histoire de la famille
John Cantlie est le petit fils de sir James Cantlie (en), qui en 1896 empêcha la mise à mort du révolutionnaire chinois Sun Yat-sen promis à l'exécution par les tenants des services secrets de la dynastie Qing.

## Enlèvements
John Cantlie est capturé une première fois par des djihadistes le 19 juillet 2012 au nord de la Syrie, avec le photographe néerlandais Jeroen Oerlemans. Les deux hommes font une tentative d'évasion qui échoue et Cantlie est blessé au bras. Ils sont finalement tous deux libérés par l'Armée syrienne libre le 26 juillet.
Cantlie retourne en Syrie en novembre 2012 avec le journaliste américain James Foley, mais ils sont tous les deux capturés par des djihadistes près de la frontière turque.

## Vidéos du Califat
Une vidéo de l'État islamique, appelée Lend Me Your Ears (littéralement « prêtez-moi vos oreilles » ou plutôt « accordez-moi votre attention »), est diffusée sur le net le 18 septembre 2014, dans laquelle Cantlie parle de sa captivité et de ses rapports avec les services du Foreign Office (Ministère britannique des affaires étrangères). Dans cette première vidéo, Cantlie, vêtu d'une combinaison orange (en référence aux costumes des prisonniers des prisons américaines comme le camp de Guantánamo), explique qu'il est forcé de faire cette vidéo, première d'une longue série où il exposera les points de vue du Califat. Cantlie, dans cette vidéo, a également comparé (et blâmé) les positions des diplomaties américaine et anglaise rigides et fermées avec celles des autres États d'Europe, qui discutent des termes d'une remise en liberté de leurs citoyens à travers l'échange de prisonniers ou de rançons.
Il apparaît pour la dernière fois dans une vidéo de l'État islamique à Mossoul, en décembre 2016. Depuis, son sort demeure inconnu. En février 2019, le ministre d’Etat à la sécurité britannique, Ben Wallace, estime qu'il serait encore en vie.